# Mayer-Gruppe
Mayer-Kuvert-network (auch bekannt als Mayer-Gruppe) ist ein europäischer Hersteller für Briefumschläge, Verpackungen und Versandmaterialien. Der Sitz der Firmengruppe ist in Heilbronn.

## Geschichte

### 1877–1950: Gründung und Zweiter Weltkrieg

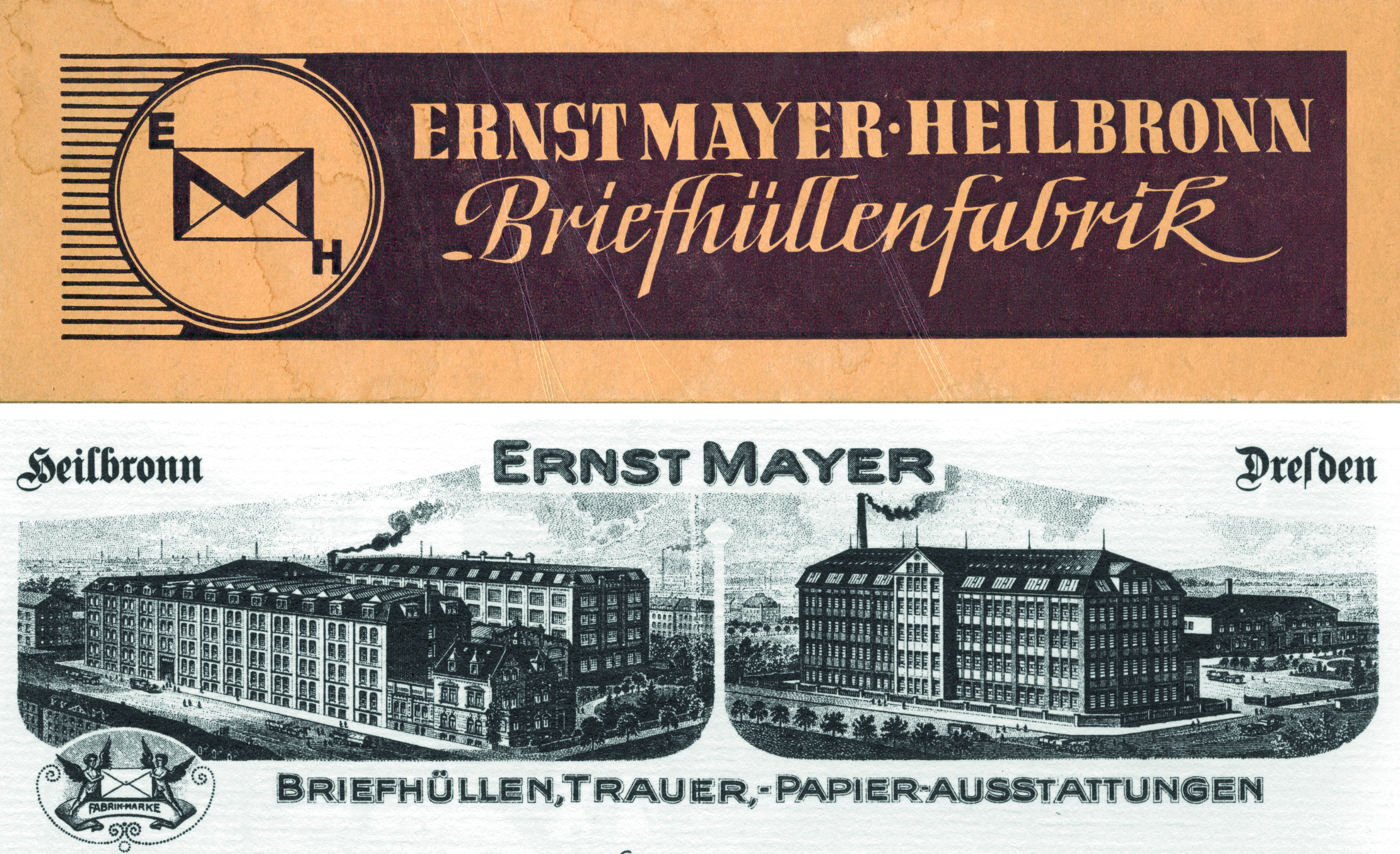
Stammhäuser der Ernst Mayer Briefhüllenfabrik in Heilbronn und Dresden (1909)

Das Unternehmen wurde 1877 von Ernst Mayer als „Ernst Mayer Briefhüllenfabrik“ in Heilbronn gegründet. 1878 kaufte Mayer auf der Pariser Weltausstellung die erste Faltmaschine des Unternehmens und bezog 1883 einen selbst errichteten Neubau. Mayer erfand den gummierten Briefverschluss und eröffnete 1909 eine Zweigniederlassung in Dresden. 1918 war der Name des Unternehmens „Ernst Mayer - Briefhüllen, Trauer-, Papierausstattungen“. Mit der Einführung von Rotationsmaschinen in den 1920er Jahren konnte die Produktion ausgebaut werden und das Unternehmen beschäftigte in den 1930er Jahren insgesamt rund 500 Arbeitskräfte. Am 4. Dezember 1944 zerstörten im Zweiten Weltkrieg britische Fliegerbomben die gesamten Produktionsanlagen. Nach 1945 wurde der Dresdner Zweigbetrieb als Volkseigener Betrieb verstaatlicht. Die Söhne Mayers, Alfred und Erich, erhielten 1952 das Große Verdienstkreuz der Bundesrepublik für den schnellen Wiederaufbau des Unternehmens nach Kriegsende.

### 1960–2000: Ausbau und Expansion

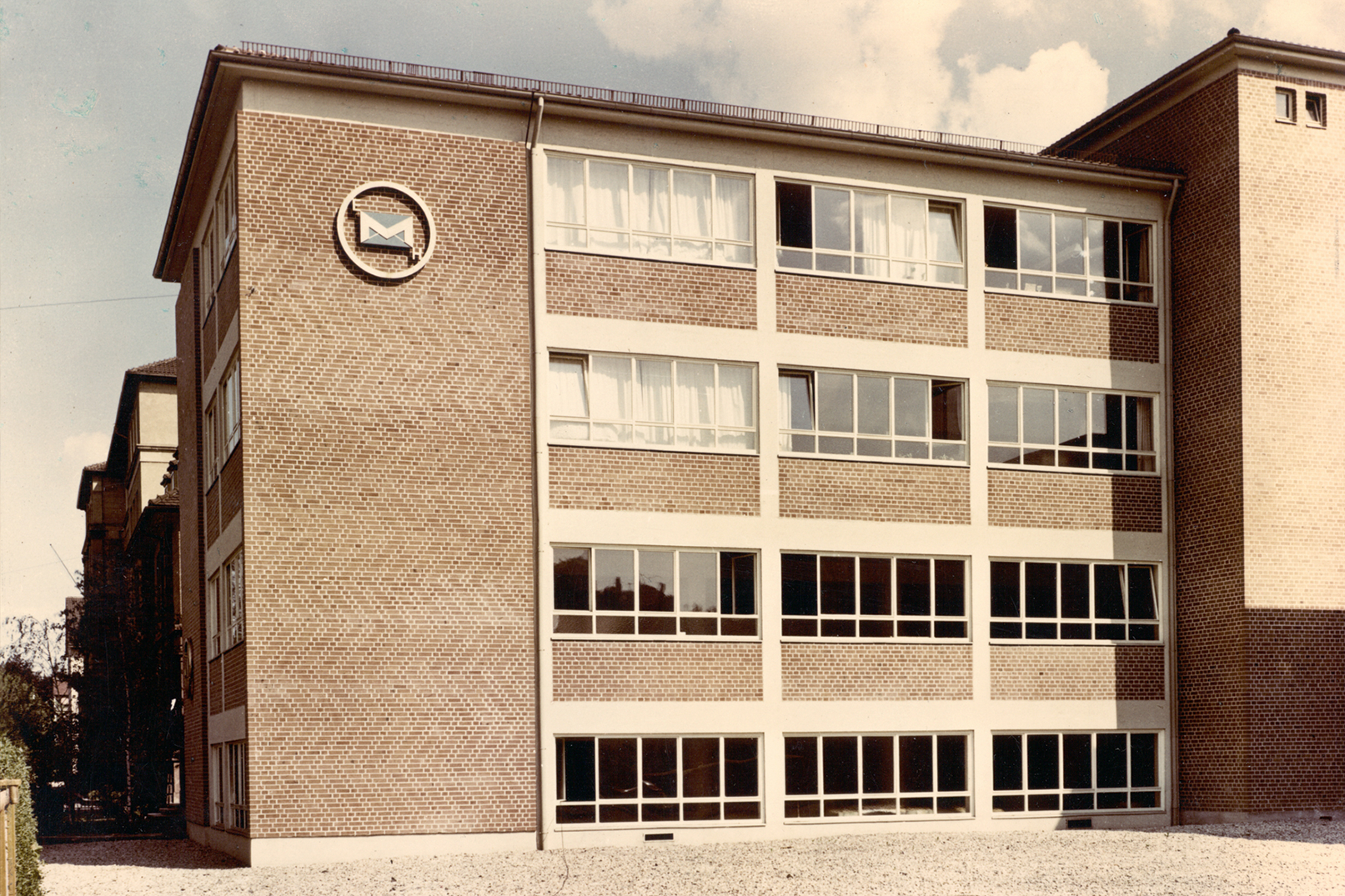
Gebäude der Ernst Mayer Briefhüllenfabrik (Heilbronn, 1970)

In den 1960er und 1970er Jahren waren rund 100 Maschinen auf 8000 m² in Heilbronn im Einsatz, die jährlich etwa 4000 t Papier verarbeiteten und daraus eine jährliche Stückzahl von ca. 400 Millionen Briefumschläge herstellten. Ende der 1970er Jahre hatte Mayer 200 Mitarbeiter und 9 selbstständige Vertretungen. Im Konkurrenzkampf um Briefumschläge geriet die Firma in den 1980er Jahren in die roten Zahlen. 1983 kaufte der schwedische Papierverarbeitungskonzern Ljungdahls 80 % des kurz vor der Insolvenz stehenden Unternehmens und übertrug davon 26 % an Edlef Bartl. Nachdem die angekündigten Hilfen von Ljungdahls ausblieben, übernahm Bartl 1984 100 % des Unternehmens und führte es mit einer Erweiterung der Produktpalette und Restrukturierung von Produktions und Verwaltungsprozessen aus der Krise. 1986 gründete Bartl BSB-Kuvert in Berlin mit drei Rollenmaschinen und 1989 kaufte er den Mitbewerber Lemppenau auf. Im selben Jahr erfolgte die Umbenennung von „Ernst Mayer“ zu „Mayer-Kuvert“. 1991 folgte die Übernahme der Kuvertfabrik in München-Pasing und 1992 erwarb Bartl von der Treuhand den größten Briefhüllenhersteller der DDR, Torgau-Kuvert. 1991 wurde das neue Firmengebäude in Heilbronn eröffnet, das alle Produktionsstufen unter einem Dach vereinte. 1992 expandierte das Unternehmen nach Tschechien und bis 1995 auch nach Rumänien und Polen, gefolgt von der Slowakei, Bulgarien, der Ukraine, Russland sowie den baltischen Staaten Estland, Lettland und Litauen in den späteren 1990er Jahren.

### 2000–2012: Mayer-Kuvert-network

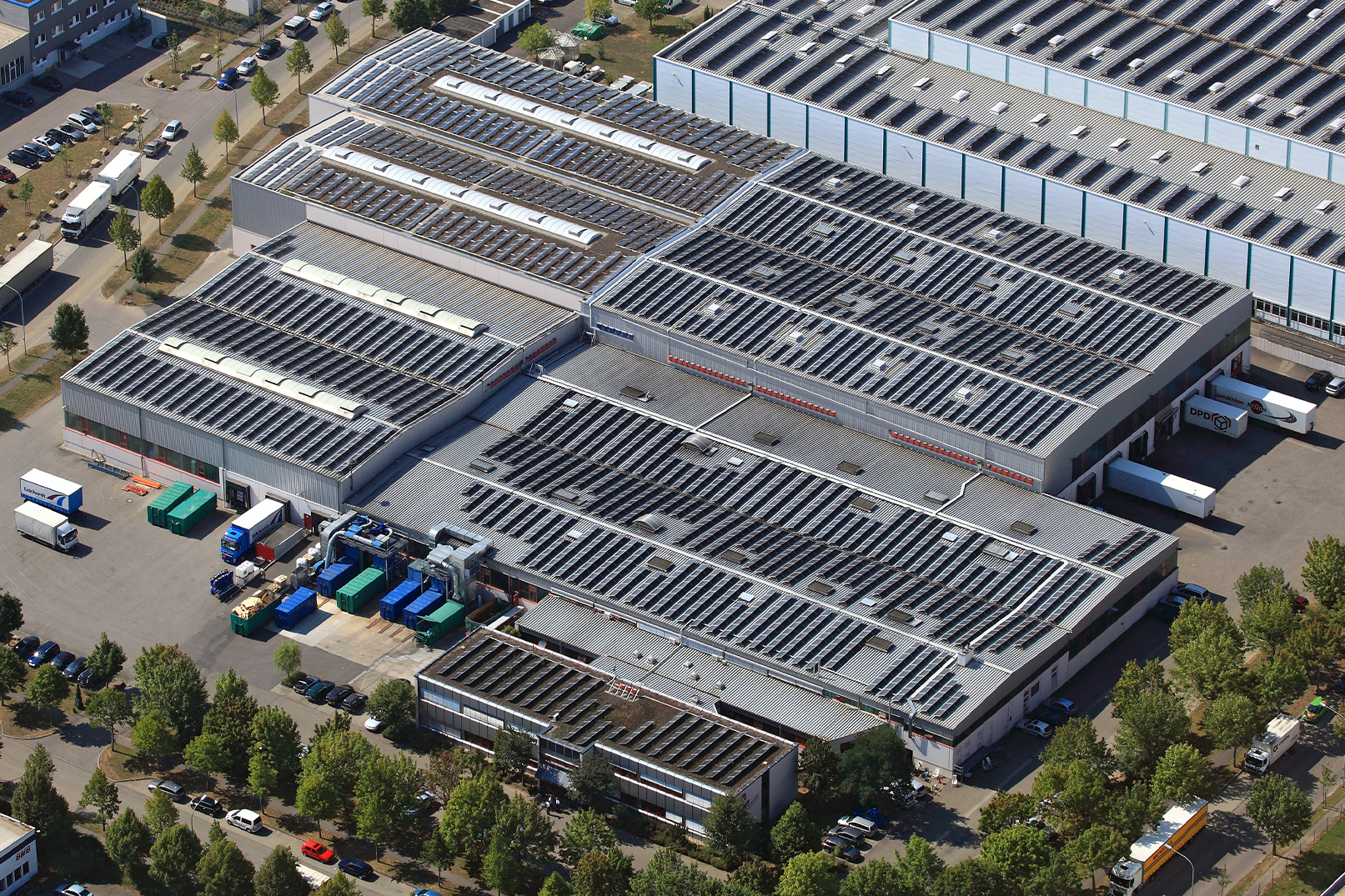
Luftaufnahme der Zentrale von Mayer-Kuvert-network in Heilbronn

2003 wurde das Unternehmen zu Mayer-Kuvert-network. In den folgenden Jahren übernahm Mayer-Kuvert-network weitere Unternehmen in Europa: 2006 wurden zwei Produktionsstätten von Antalis Envelopes in Großbritannien übernommen. 2008 übernahm Mayer-Kuvert-network 50 % der dänischen Firma A-Mail Kuverter sowie die Herlitz PBS AG. Im selben Jahr kam das kurz vor der Insolvenz stehende Konkurrenzunternehmen BlessOF dazu, gefolgt von NC-Couvert in 2010. 2011 übernahm und sanierte die Mayer-Gruppe das insolvente französische Unternehmen für Briefhüllen, GPV Groupe, das unter anderem Zulieferer für die französische Post war. 2012 wurden die belgischen Druckereien de Vroede und Data Impress übernommen. 2012 bündelte das Firmenkonsortium seine Vertriebsaktivitäten der Tochterfirmen Mayer-Kuvert, BlessOF und Clausnitzer & Kupa-Kuvert in der Vertriebsgesellschaft mayer-network.

### Ab 2014: Tod Bartls und Neuausrichtung

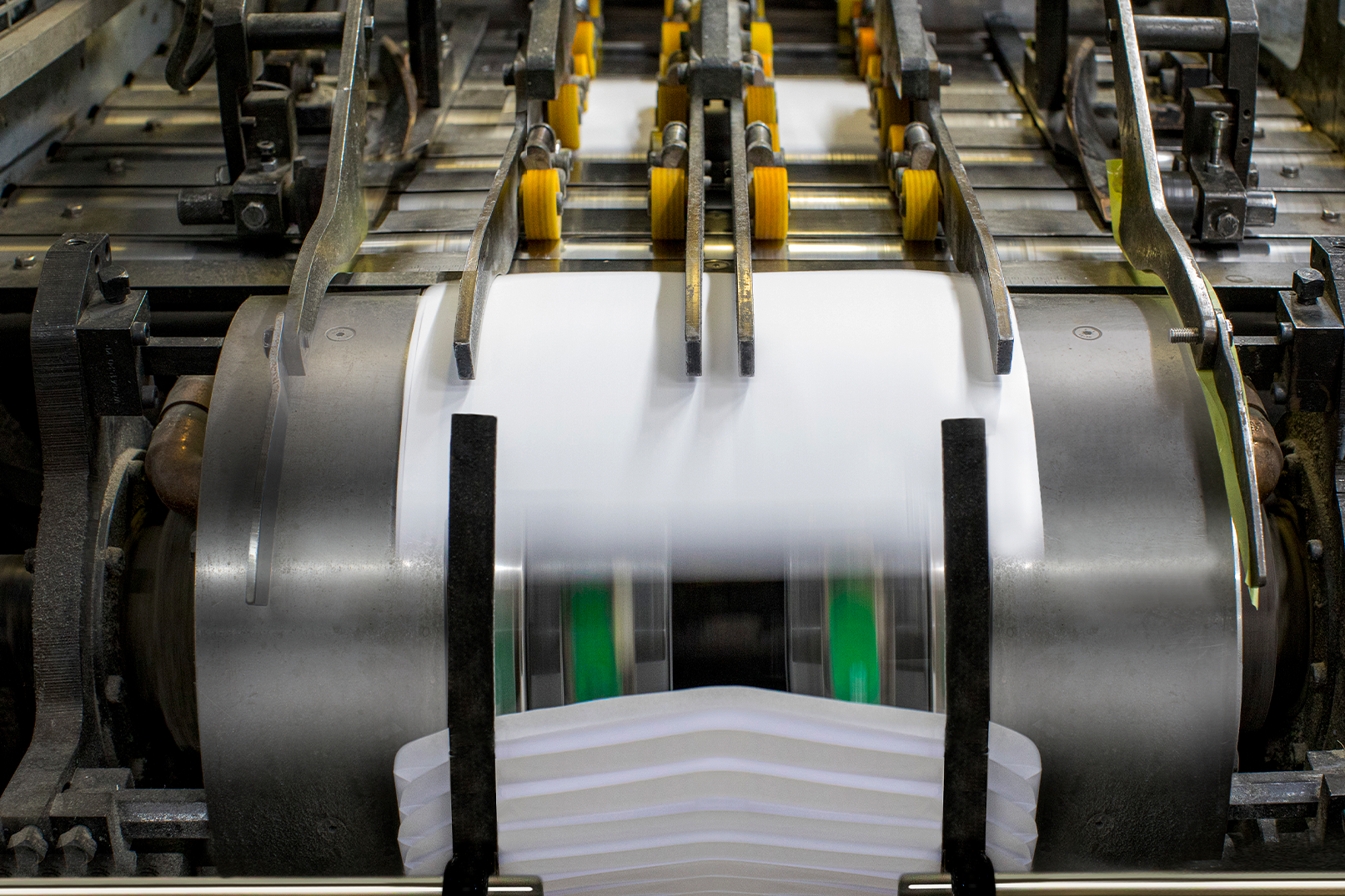
Produktion von Briefumschlägen (2020)

2014 verstarb Geschäftsführer Bartl überraschend. Zu diesem Zeitpunkt bestand das Firmenkonsortium aus 50 Unternehmen in 23 Ländern mit rund 2400 Beschäftigten, die jährlich über 21 Milliarden Briefumschläge, Versand- und Faltentaschen herstellten. Bartls Nachfolger wurde Schwiegersohn Thomas Schwarz, der bereits 2013 zum Co-CEO ernannt worden war, gemeinsam mit einem achtköpfigen Managementteam. 2017 wurde für die Firma BlessOF ein Insolvenzverfahren begonnen, dieses wurde im selben Jahr erfolgreich abgeschlossen.
Seit 2017 startete das Unternehmen eine umfassende Neuausrichtung, die „Mission 2020“, die durch die Mehrheitsübernahme an der Gruppe durch ein Family Office in 2018 möglich wurde: Unrentable Produktionsstätten im In- und Ausland wurden geschlossen und bestehende Standorte konsolidiert.

## Konzernstruktur
Der Briefhüllenhersteller ist eine Gesellschaft mit beschränkter Haftung und besteht aus über 30 Firmen beispielsweise Torgau-Kuvert, BlessOF, Mayer-Kuvert, mayer-network und novadex. Die Unternehmensgruppe besitzt  Standorte in 15 Ländern in West- und Ost-Europa, sowie in Belgien, Dänemark, Großbritannien, Irland, Frankreich und Norwegen. Die Unternehmensgruppe gliedert sich in die drei Geschäftsfelder: Briefumschläge und Versandtaschen, Leichtverpackungen aus Papier sowie Neue Medien und Dienstleistungen. Im November 2019 gründete die Mayer-Gruppe mayer-digital als digitale Vertriebseinheit und Kompetenzzentrum für das gesamte Unternehmen. Neben Thomas Schwarz besteht die Geschäftsführung der Mayer-Gruppe seit 2018 aus Walter Pötter und Bernd Wiedmann.

## Produkte
Briefumschläge, Versandtaschen und leichte Verpackungsmaterialien sowie spezielle Sonderanfertigungen bilden das Kerngeschäft der Unternehmensgruppe. Da der Markt für Briefumschläge seit Jahren rückläufig ist, bietet die Mayer-Gruppe seit 2011 verstärkt digitale Markenkommunikation an, die sukzessive weiterentwickelt wird. In der Firmengruppe werden jährlich auf 136 Rollen und 59 Blattmaschinen rund 15 Milliarden Briefhüllen hergestellt.

## Nachhaltigkeit
Das Unternehmen produzierte 2009 den weltweit ersten CO2- neutralen Briefumschlag. Die Mayer-Gruppe wurde u. a. mit dem Blauen Engel ausgezeichnet. Seit 2010 sind Briefumschläge und Versandtaschen, die das Öko-Siegel PEFC/04-31-1402 tragen, garantiert aus Papier hergestellt, das aus nachhaltiger Waldwirtschaft stammt. Die Firmenzentrale in Heilbronn mit 16.000 m² Gebäudefläche wurde mit einer Photovoltaikanlage überbaut. Das Unternehmen ist nach ISO 14001 zertifiziert. Seit November 2020 gehört Mayer-Kuvert-network zu den Klimaschutz-Unternehmen.